# Limborelia
Limborelia is een geslacht van weekdieren uit de klasse van de Gastropoda (slakken).

## Soort
- Limborelia exquisita (L. Pfeiffer, 1855)